# Alfonso Pontrandolfi
Alfonso Pontrandolfi (Grassano, 22 febbraio 1938) è un politico italiano.

## Biografia
Nato a Grassano nel 1938, vive a Matera dal 1959. Nel biennio 1972-'74 è stato presidente del circolo culturale “La Scaletta”. Dal 1980 al 1984 è stato segretario provinciale del Partito Socialista Italiano. Negli anni 1984-'85 è stato Sindaco della città di Matera a capo della prima amministrazione di sinistra del dopoguerra. Negli anni 1993-'95 è stato presidente della sezione regionale dell'INU (Istituto Nazionale di Urbanistica). Dal 2006 al 2012 è stato presidente dell'associazione culturale “Centro Carlo Levi” di Matera. Dal 2011 è socio della Deputazione di Storia Patria per la Lucania. Ha pubblicato i seguenti volumi: Storia della bonifica metapontina (Altrimedia, 1999); La vergogna cancellata – Matera negli anni dello sfollamento dei Sassi (Altrimedia, 2002) premiato con “segnalazione” dalla SVIMEZ nel 2003; La Terra – Ascesa e declino della borghesia agraria materana (Zetema, 2004); Storia di Grassano (Antezza, 2006, collana “I Comuni” della Deputazione di Storia Patria per la Lucania) che, nello stesso anno 2006, ha ricevuto il premio “Basilicata” per la saggistica storica “Tommaso Pedio”; Il Fascismo a Matera (EditricErmes, 2018).  

## Opere
Ha pubblicato i seguenti volumi:  
- Storia della bonifica metapontina, Edizioni Altrimedia (1999),
- La vergogna cancellata - Matera negli anni dello sfollamento dei Sassi, Edizioni Altrimedia (2002),
- La Terra - Ascesa e declino della borghesia agraria materana, Edizioni Fondazione Zétema (2004),
- Storia di Grassano (2006),
- Il Fascismo a Matera, EditricErmes (2018).